# Libanons nationalvåben
Libanons nationalvåben er rødt med et hvidt diagonalt felt med et cedertræ placeret i midten. 